# Говоров, Андрей Сергеевич
Андрей Сергеевич Говоров (13 октября 1984, Москва) — российский футболист, полузащитник.

## Карьера
Воспитанник московского ЦСКА, за основной состав которого не провёл ни одного матча. В начале карьеры выступал в различных московских и подмосковных клубах — «Мострансгаз», «Титан» (Реутов), «Уралан плюс». В 2004 году играл в калининградской «Балтике». В 2005 году был игроком «Химок», с которыми стал финалистом Кубка России, сыграв за химчан в розыгрыше трофея 2 матча — первый матч четвертьфинала против московского «Торпедо» и ответный матч полуфинала против «Амкара». Первую половину 2006 года был в составе «Красной Пресни», после в течение шести лет выступал за клубы Первого дивизиона — «Балтика» (повторно), «Урал», «Звезда» (Иркутск), «Торпедо» (Москва), «Нижний Новгород», «Шинник», «Химки» (повторно). Летом 2012 года перешёл в саратовский «Сокол», однако уже 14 августа покинул клуб. 23 августа 2012 года стал игроком «Долгопрудного». В первой игре за новый клуб отметился голом.
По состоянию на 2019 год — тренер в академии Олега Иванова.